# فوربس بورنهام
فوربس بورنهام (بالإنجليزية: Forbes Burnham) (و. 1923 – 1985 م) هو سياسي من غويانا ولد في جورج تاون.
تولى منصب رئيس مجلس الدولة (14 ديسمبر 1964 –26 مايو 1966).

## التعليم
تعلم في كلية لندن للاقتصاد.

## روابط خارجية
- فوربس بورنهام على موقع الموسوعة البريطانية (الإنجليزية)
- فوربس بورنهام على موقع مونزينجر (الألمانية)
- فوربس بورنهام على موقع إن إن دي بي (الإنجليزية)